# Flinn-Engdahl-Regionen
Die Flinn-Engdahl-Regionen sind ein Schema zur Unterteilung der Erde nach geografischen und seismologischen Gesichtspunkten. Für Seismologen ist es heute der Standard zur Spezifikation der Erdbebenregion.
Das Flinn-Engdahl-Regionalisierungschema wurde 1965 von Eric R. Engdahl und Edward A. Flinn vorgeschlagen, 1974 definiert und 1995 überarbeitet. Die Grenzen der Regionen können dabei von den politischen Grenzen abweichen. So enthält die Region Norditalien mit der Flinn-Engdahl-ID 545 außerdem noch Teile der Schweiz, Frankreichs, Österreichs und Sloweniens. Bei der Korrektur von 1995, die infolge der Unterteilung von größeren Regionen und von seismischen Zonen entlang ozeanischer Gräben zur besseren Abdeckung dieser Gebiete erfolgte, fügte man 28 zusätzliche Regionen hinzu. 